# Virtual Lab
Virtual Lab (バーチャルＬＡＢ) é um jogo de puzzle lançado exclusivamente para o Japão no console portátil Virtual Boy, em 1995. O seu título pré-lançamento foi Chiki Chiki Labo. O jogo é frequentemente considerado o pior jogo já lançado para o portátil no Japão devido ao lançamento pré-maturo causado pelo desenvolvimento apressado (tornando-se também um dos mais raros do sistema devido as baixas vendas). No Japão, ele foi o último jogo a ser lançado.
Cada nível, após completá-lo, dá um código para que o jogador possa continuar a partir do nível seguinte, mas o menu principal do jogo não possui uma opção para colocá-los, resultando na inutilização dos códigos. Além disso, "Nintendo" é escrito duas vezes erroneamente: no cartucho do jogo e na caixa do mesmo. Outro erro encontrado foi nas velocidades disponíveis do jogo, que são "Baixa", "Média" e "Alta", onde a "Média" é mais rápida.